# Обердисбах
Обердисбах (нем. Oberdiessbach) — коммуна в Швейцарии, в кантоне Берн. 
Входит в состав округа Конольфинген. Население составляет 2827 человек (на 31 декабря 2007 года). Официальный код — 0619.